# 朱厄爾鎮區 (阿肯色州利特爾里弗縣)
朱厄爾鎮區（英語：Jewell Township）是位於美國阿肯色州利特爾里弗縣的一個行政鎮區。

## 地方資料
朱厄爾鎮區的面積為45.34平方千米，當中陸地面積為45.34平方千米，而水域面積為0.00平方千米。根據2010年美國人口普查的數據，當地共有人口200人，而人口密度為每平方千米4.41人。